# Касарна 7. пука
Касарна 7. пука се налази у Београду, на територији градске општине Савски венац. Представља непокретно културно добро као споменик културе.
Подигнута 1895. према плановима архитекте Драгутина Ђорђевића а извођач радова био је Јован Смедеревац. Зграда се налази у окружењу које су чиниле и друге војне грађевине. Обликована је у духу академизма као маркантна угаона грађевина са три уличне фасаде. Пројектована је као двоспратна зграда са подрумом и сутереном, док је трећи спрат дозидан 1927. године, према пројекту архитекте Божидара Вукићевића.
Главним, полихромно решеним прочељем доминира велики, лучно завршени портал и два симетрично постављена ризалита у облику четвртастих кула, чија се кубета издижу изнад кровне конструкције. Монументалном ефекту зграде доприносе и полукружни прозори спрата, решени као бифоре, профилисани подеони венци и пластични украс у облику хералдичких картуша са грбом Краљевине Србије. Романтичарски схваћена пластика фасаде са карактеристичним симболима, попут штита и оклопа, указује на војну намену објекта.
Касарна 7. пука представља једну од најрепрезентативнијих грађевина намењених војсци сачуваних до данас.